# Valoren
Le code VALOR est un identifiant unique pour les titres et instruments financiers (y compris les valeurs mobilières, les OPCVM et les  obligations) au même titre que les numéros CUSIP (en) en Amérique du Nord ou WKN en Allemagne.

## Mode d’attribution
Le code VALOR est un code numérique sans signification intrinsèque. L’attribution d’un nouveau code VALOR se fait en utilisant le prochain de la liste. Il ne donne aucune information sur la nature de l’instrument qu’il désigne. Le code VALOR est intégré au code ISIN pour les instruments financiers suisses.

## Utilisation
Le code VALOR peut servir à plusieurs fins pour l’identification d’un instrument financier :
Un code VALOR est attribué globalement à tous les types d’instruments financiers répondant aux critères d’attribution . Il peut être utilisé en combinaison avec le code MIC et le code devise pour identifier de manière unique un instrument négocié. Il peut servir au compte-rendu des transactions et au suivi électronique des positions. 
En Suisse et au Liechtenstein, le code VALOR est le principal identifiant de la chaîne de valeur suisse et celui le plus utilisé par les institutions financières de la région et au-delà de cette zone. 

## Étymologie
Le mot Valor signifie «valeur mobilière» en allemand. Lorsque l’on fait référence à ce code en allemand, c’est toujours sous l’appellation de Valor Nummer, c’est-à-dire « numéro de valeur ». En allemand, le pluriel du mot Valor est Valoren.
Dans le monde anglophone, les termes «VALOR» et «VALOREN» sont parfois employés indifféremment.

## Organisme émetteur
Le code VALOR est émis par SIX Financial Information.